# جوني مارتينيز
جوني مارتينيز (بالإنجليزية: Jonny Martinez)‏ هو مغني أمريكي، ولد في 6 مايو 1969.

## وصلات خارجية
- الموقع الرسمي